# دورة نحاس-كلور

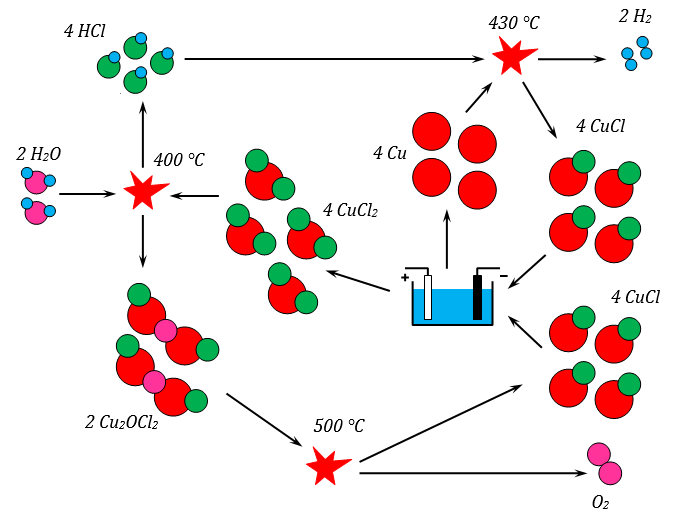
ارتباط النحاس بالكلور

دورة نحاس-كلور Cu–Cl عبارة عن دورة كيميائية حرارية مؤلفة من أربع خطوات ومعتمدة على تفاعلات يدخل فيها عنصري النحاس والكلور من اجل إنتاج الهيدروجين. تعد دورة نحاس-كلور من الدورات الهجينة، أي أن تعتمد على استخدام وسائل التحليل الكهربائي بالإضافة إلى طرق كيميائية حرارية.

## وصف العملية
تتضمن دورة النحاس والكلور أربع تفاعلات كيميائية حاصلها هو تفاعل انشطار الماء إلى مكوناته من الهيدروجين والأكسجين. إن المواد الكيميائية الداخلة في التفاعل يعاد تدويرها. تتطلب هذه العملية مصدر حراري يصل إلى 500°س، والذي يمكن تأمينه من مصادر الطاقة الشمسية أو النووية.
إن التفاعلات الأربعة التي تتضمنها دورة النحاس الكلور هي:
2Cu + 2 HCl(g) → 2 CuCl(l) + H2(g) (430–475)°C
(2CuCl2 + H2O(g) → Cu2OCl2 + 2 HCl(g) (400 °C
2Cu2OCl2 → 4 CuCl + O2(g) (500)°C
2CuCl → CuCl2(aq) + Cu (تحليل كهربائي عند درجة حرارة معتدلة)
وتكون محصلة التفاعل:
2H2O → 2 H2 + O2
تشير (g) إلى الحالة الغازية و (l) إلى الحالة السائلة و (aq) إلى حالة المحلول المائي للمواد الداخلة أو الناتجة من التفاعل.
جرى تطوير خطوات التفاعل من قبل هيئة الطاقة النووية الكندية بدمج الخطوتين 1 و 4 وذلك باستعمال وحدة تحليل كهربائي لمركب كلوريد النحاس الأحادي CuCl بحيث ينتج الهيدروجين عند المهبط ويتأكسد النحاس من (Cu(I إلى (Cu(II عند المصعد.

## الإيجابيات والسلبيات
إن من إيجابيات استخدام دورة نحاس-كلور هو عدم الحاجة إلى استخدام درجات حرارة عالية للتشغيل، كما أن المواد الأولية رخيصة الثمن نسبياً. بالإضافة إلى ذلك فإن خطوة التحليل الكهربائي لا تتطلب جهد عالي (يتراوح الجهد المطلوب من 0.6 إلى 1.0 فولت).
إن كفاءة العملية ككل يقدر يفوق 43%.
من المشاكل التي يمكن مواجهتها هو ضرورة استخدام مواد للبناء وللتجهيزات ذات خصائص قادرة على مقاومة التآكل. من أجل ذلك يجري البحث حالياً عن مواد حرارية ملائمة.

## اقرأ أيضاً
- دورة أكسيد الحديد
- دورة الكبريت الهجينة
- دورة كبريت-يود
- دورة زنك-أكسيد الزنك
- دورة أكسيد السيريوم الرباعي-أكسيد السيريوم الثلاثي
- دورة كيميائية